# Муленко, Лидия Никитична
Лидия Никитична Муленко (2 мая 1939, Новоалександровка (Запорожский район), Запорожская область — 27 июня 2014, Запорожье) — советская и украинская шахматистка, международный мастер (1978) среди женщин.
Участница 3 чемпионатов СССР; лучший результат в 1974 — 5—7-е места. Двукратная чемпионка УССР среди женщин (1974, 1976). Лучшие результаты в международных соревнованиях: Пётркув-Трыбунальски (1975) — 1-е; Галле (1977) — 1-е; Сочи (1981) — 6—7-е места.
В 70-е годы работала машинистом мостового крана, занимаясь шахматами в свободное время. Позже занималась тренерской и организаторской работой в СК «Металлург» и ДЮСШ № 8 Запорожья.